# Coulimer
Coulimer (ku.li.mɛʁⓘ) es una población y comuna francesa, situada en la región de Baja Normandía, departamento de Orne, en el distrito de Mortagne-au-Perche y cantón de Pervenchères.

## Demografía
| 376 | 355 | 293 | 283 | 273 | 266 |
| Para los censos de 1962 a 1999 la población legal corresponde a la población sin duplicidades (Fuente: INSEE [Consultar]) |     |     |     |     |     |